# Rhachiosteus
Rhachiosteus pterygiatus là một loài cá da phiến tuyệt chủng từ cuối kỷ Devon của Đức. Nó chỉ được biết đến từ một mẫu duy nhất, có thể là một hình thức ấu trùng hoặc chư trưỡng thành, như một mẫu hộp sọ chỉ dài 19 mm.